# Cankuzo
Cankuzo – miasto w Burundi, stolica prowincji Cankuzo. W 2008 liczyło 7 340 mieszkańców.